# Agustín Carstens
Agustín Guillermo Carstens Carstens (n. 9 de juny de 1958 a la ciutat de Mèxic) és un economista mexicà, que ha sigut governador del Banc de Mèxic, el banc central de l'Estat. De 2006 al 2009 fou secretari (ministre) d'Hisenda i Crèdit Públic en el gabinet del president Felipe Calderón, i del 2003 al 2006 fou subdirector gerent del Fons Monetari Internacional i tresorer del Banc de Mèxic.
Agustín Carstens és llicenciat en economia de l'Institut Tecnològic Autònom de Mèxic (ITAM), graduat el 1982. Començà a treballar com a intern al Banc de Mèxic, i el 1983 rebé una beca per a estudiar un màsters i doctorat en economia en la Universitat de Chicago. En retornar al Banc de Mèxic, fou nomenat Tresorer General i després Director General d'Investigació Econòmica i Cap del Gabinet de l'Oficina del Governador del Banc de Mèxic. De 1999 al 2000 fou director executiu del Fons Monetari Internacional en representació de Costa Rica, El Salvador, Espanya, Guatemala, Hondures, Mèxic, Nicaragua i Veneçuela. El 2000 fou designat sotssecretari (sotsministre) d'Hisenda i Crèdit Públic de Mèxic, i l'1 d'agost de 2003, com a subdirector gerent del Fons Monetari Internacional (FMI)
El 16 d'octubre de 2006 renuncià al seu càrrec del FMI i fou nomenat Coordinador del Programa Econòmic del president electe de Mèxic, Felipe Calderón, i l'1 de desembre del mateix any, com a secretari (ministre) d'Hisenda i Crèdit Públic. El 9 de desembre de 2009 fou proposat com a governador del Banc de Mèxic, i ratificat pel Senat de Mèxic el 15 de desembre. Va mantenir el càrrec fins al 2017.